# Puolžâsuálui (ö, lat 69,38, long 28,34)
Puolžâsuálui är en ö i Finland. Den ligger i sjön Välijärvi och i kommunen Enare i den ekonomiska regionen Norra Lappland och landskapet Lappland, i den norra delen av landet, 1 000 km norr om huvudstaden Helsingfors. Öns area är 1,4 hektar och dess största längd är 380 meter i sydväst-nordöstlig riktning.